# Кольмар (Верхній Рейн)

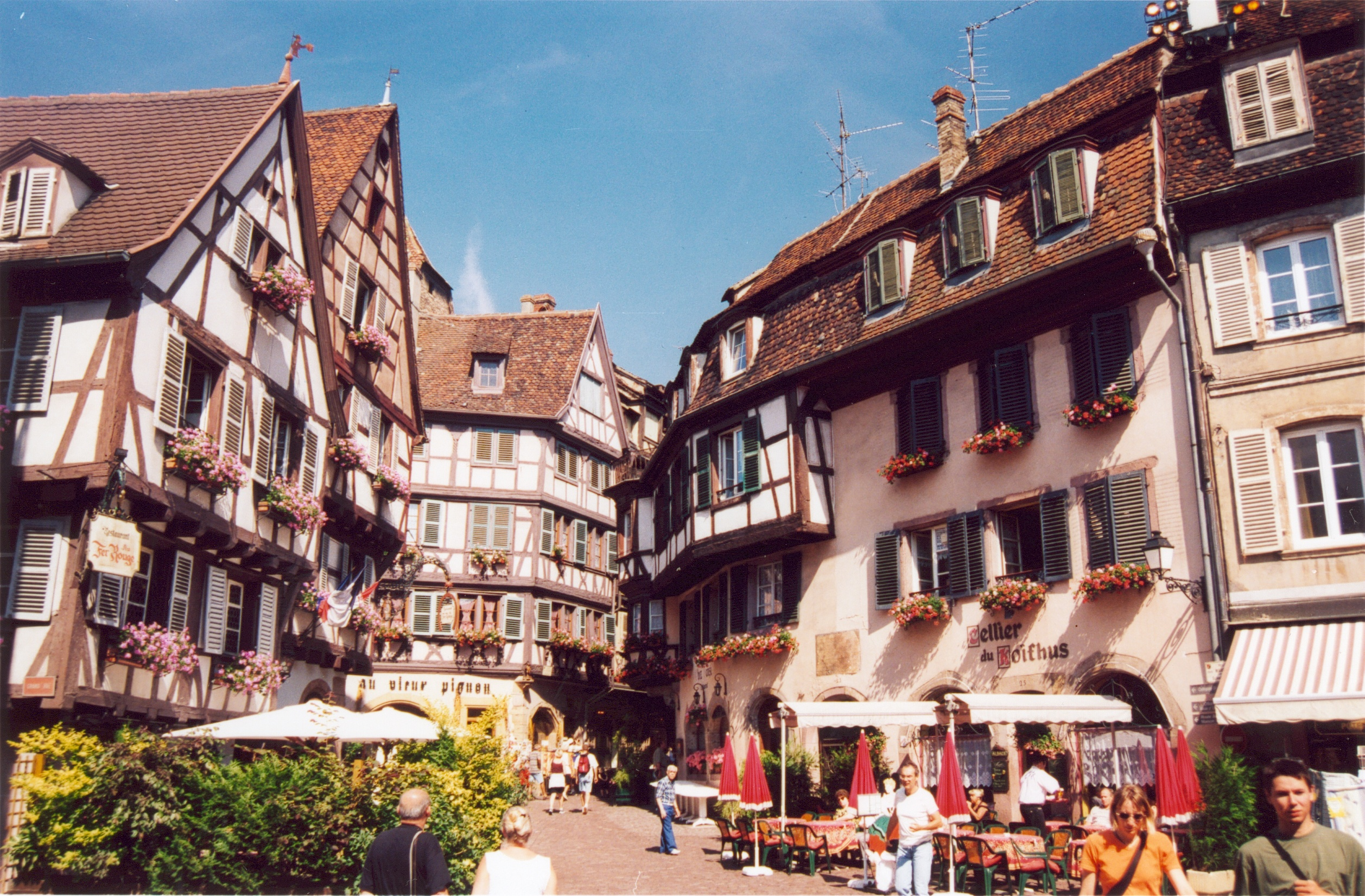

Кольма́р (фр. Colmar) — місто та муніципалітет у Франції, у регіоні Гранд-Ест, адміністративний центр департаменту Верхній Рейн. Населення — 67 730 осіб (01.01.2021).
Муніципалітет розташований на відстані близько 380 км на схід від Парижа, 65 км на південний захід від Страсбурга.
Кольмар відомий своїм кліматом — вважається найсухішим містом Франції, настільки там випадає мало опадів. Тому там вирощують виноградники і Кольмар славиться своїми винами.

## Кольмар— місто фестивалів
Серед найвідоміших міжнародних фестивалів:
- Кольмарський міжнародний фестиваль (Festival International de Colmar), у липні, під художнім керівництвом рашиста Володимира Співакова.
- Свято ельзаських вин (Foire aux Vins d'Alsace), у серпні, із сотнями виноробських учасників, десятками концертів і майже чвертю мільйона відвідувачів.
- Джазовий фестиваль (Festival de Jazz) у вересні.
- Кольмарський кінофестиваль (Festival de Cinéma) у жовтні.

## Історія
До 2015 року муніципалітет перебував у складі регіону Ельзас. Від 1 січня 2016 року належить до нового об'єднаного регіону Гранд-Ест.

## Демографія
Динаміка населення (Cassini і INSEE ):
Розподіл населення за віком та статтю (2006):
| Стать | Всього | До 15 років | 15-24 | 25-44 | 45-64 | 65-85 | Понад 85 |
| --- | ------ | ----------- | ----- | ----- | ----- | ----- | -------- |
| Чоловіки | 31 149 | 5793        | 4656  | 9646  | 7209  | 3552  | 293      |
| Жінки | 34 477 | 5768        | 4559  | 9456  | 7981  | 5684  | 1029     |
| \| Статево-вікова піраміда \| Статево-вікова піраміда \| Статево-вікова піраміда \| \| ----------------------- \| ----------------------- \| ----------------------- \| \| Чоловіки \| Вік \| Жінки \| \| 293 \| 85 + \| 1029 \| \| 513 \| 80-84 \| 1330 \| \| 806 \| 75-79 \| 1525 \| \| 1115 \| 70-74 \| 1406 \| \| 1118 \| 65-69 \| 1423 \| \| 1316 \| 60-64 \| 1486 \| \| 1775 \| 55-59 \| 1851 \| \| 2033 \| 50-54 \| 2197 \| \| 2085 \| 45-49 \| 2447 \| \| 2091 \| 40-44 \| 2273 \| \| 2445 \| 35-39 \| 2258 \| \| 2555 \| 30-34 \| 2470 \| \| 2555 \| 25-29 \| 2455 \| \| 2479 \| 20-24 \| 2410 \| \| 2177 \| 15-20 \| 2149 \| \| 1787 \| 10-14 \| 1843 \| \| 1898 \| 5-9 \| 1969 \| \| 2108 \| 0-4 \| 1956 \| |        |             |       |       |       |       |          |
| Статево-вікова піраміда |        |             |       |       |       |       |          |
| Чоловіки | Вік    | Жінки       |       |       |       |       |          |
| 293 | 85 +   | 1029        |       |       |       |       |          |
| 513 | 80-84  | 1330        |       |       |       |       |          |
| 806 | 75-79  | 1525        |       |       |       |       |          |
| 1115 | 70-74  | 1406        |       |       |       |       |          |
| 1118 | 65-69  | 1423        |       |       |       |       |          |
| 1316 | 60-64  | 1486        |       |       |       |       |          |
| 1775 | 55-59  | 1851        |       |       |       |       |          |
| 2033 | 50-54  | 2197        |       |       |       |       |          |
| 2085 | 45-49  | 2447        |       |       |       |       |          |
| 2091 | 40-44  | 2273        |       |       |       |       |          |
| 2445 | 35-39  | 2258        |       |       |       |       |          |
| 2555 | 30-34  | 2470        |       |       |       |       |          |
| 2555 | 25-29  | 2455        |       |       |       |       |          |
| 2479 | 20-24  | 2410        |       |       |       |       |          |
| 2177 | 15-20  | 2149        |       |       |       |       |          |
| 1787 | 10-14  | 1843        |       |       |       |       |          |
| 1898 | 5-9    | 1969        |       |       |       |       |          |
| 2108 | 0-4    | 1956        |       |       |       |       |          |

## Адміністративний поділ
В адміністративному поділі місто поділяється на 2 кантони:
- Кольмар Південний (включає в себе також муніципалітет Сент-Круа-ен-Плен)
- Кольмар Північний

## Економіка
2010 року серед 44 733 осіб працездатного віку (15—64 років) 33 048 були активними, 11 685 — неактивними (показник активності 73,9%, у 1999 році було 72,8%). З 33 048 активних мешканців працювало 27 607 осіб (14 561 чоловік та 13 046 жінок), безробітними було 5441 (2739 чоловіків та 2702 жінки). Серед 11 685 неактивних 4012 осіб було учнями чи студентами, 3190 — пенсіонерами, 4483 були неактивними з інших причин.

У 2010 році в муніципалітеті нараховувалося 29155 оподаткованих домогосподарств, у яких проживали 62288,5 особи, медіана доходів виносила 17 370 євро на одного особоспоживача

## Культура
У Кольмарі знаходиться головний і найвідоміший твір німецького художника Північного Відродження Маттіаса Грюневальда і шедевр німецької живопису Ізенгаймський вівтар (нім. Isenheimer Altar), який нині зберігається в музеї Унтерлінден на території домініканського монастиря в ельзаському.

## Уродженці
- Марк Келлер (*1968) — французький футболіст, півзахисник, нападник, згодом — спортивний функціонер.

- Гі Ру (1938) — французький футболіст, півзахисник, згодом — футбольний тренер.

- Раймон Каельбель (1932 — 2007) — відомий у минулому французький футболіст, захисник, згодом — футбольний тренер.
- Фредерік Бартольді (1834—1904) — французький скульптор, автор статуї Свободи у Нью-Йорку.
- Жан Рапп (1771—1821) — французький генерал, учасник Наполеонівських війн.
- Арман Жозеф Брюа (1796—1855) — французький воєначальник, учасник Кримської війни, адмірал Франції.

## Галерея зображень

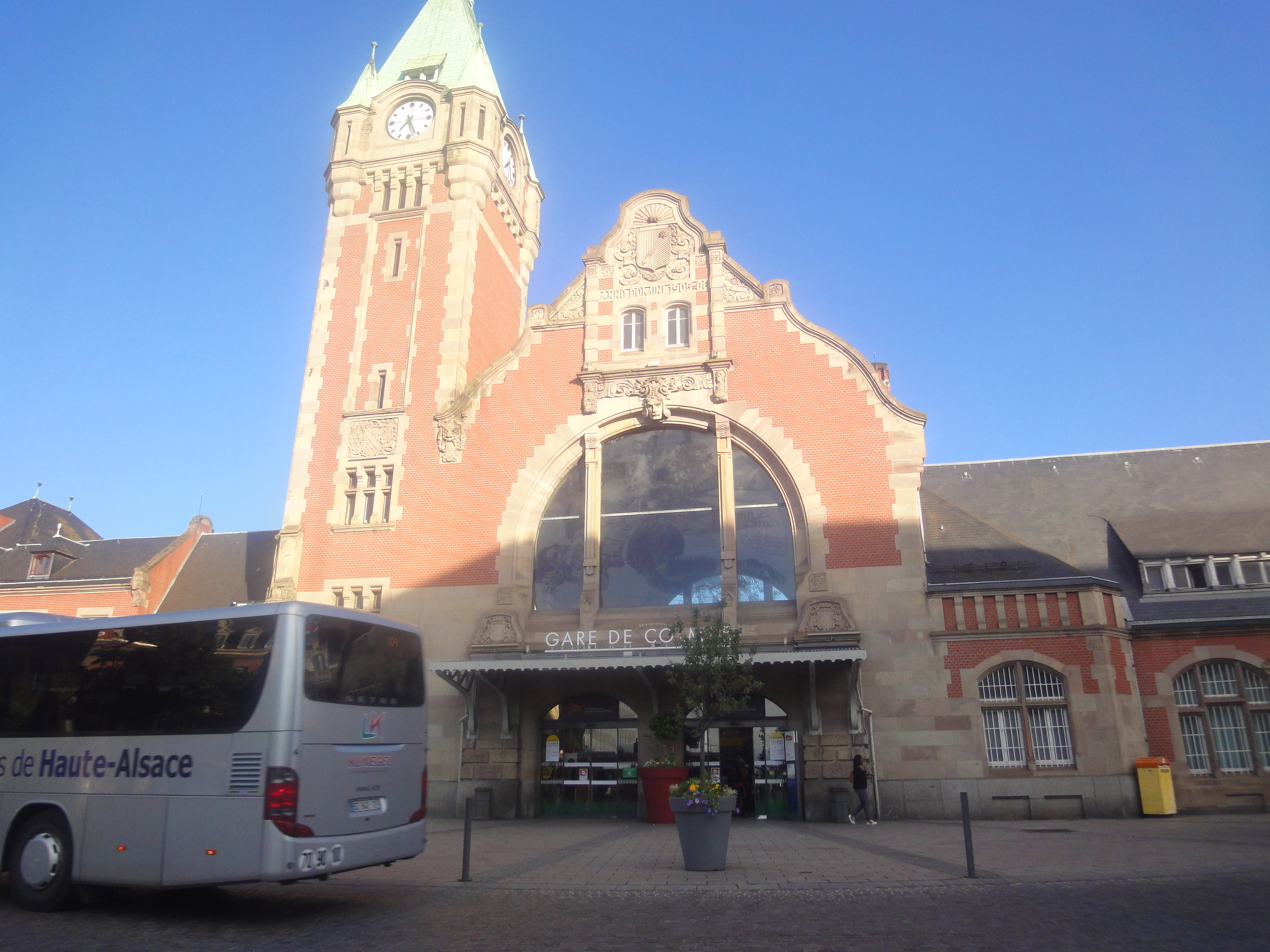
Залізничний вокзал
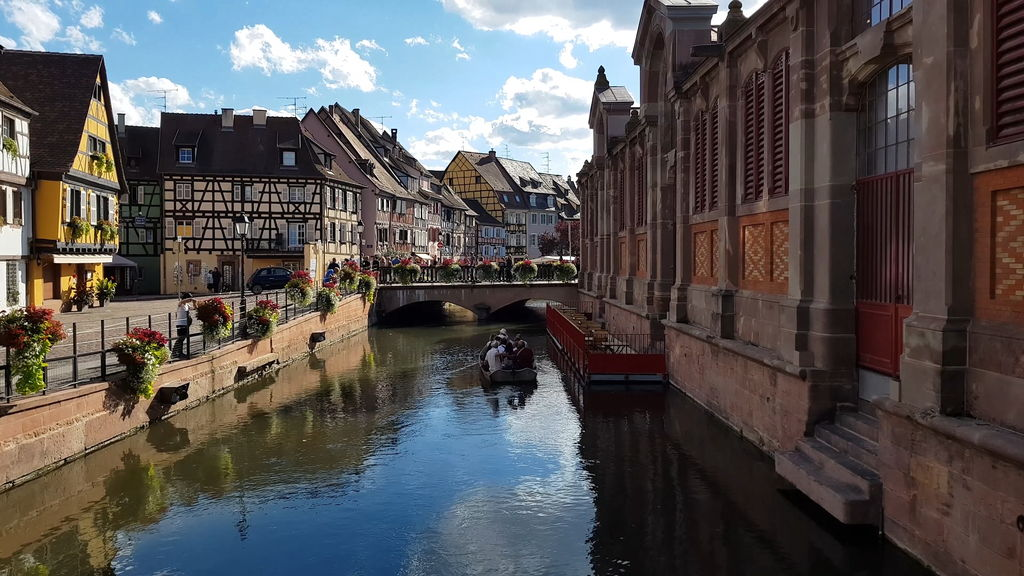
Будинки Кольмара вздовж каналів
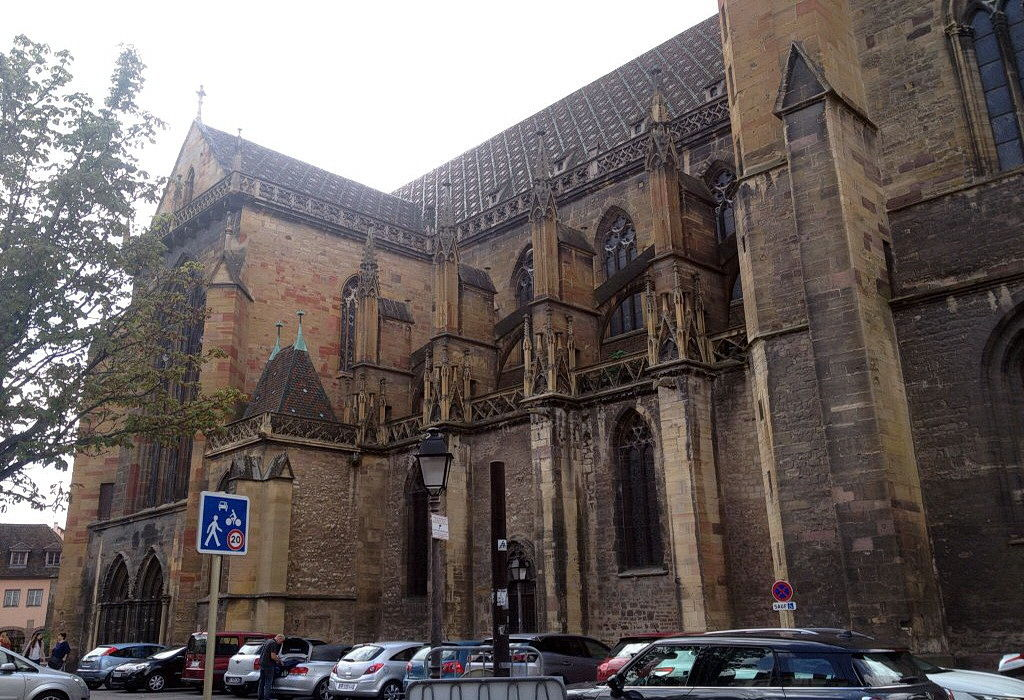
Сен-Мартен — головна релігійна споруда Кольмара
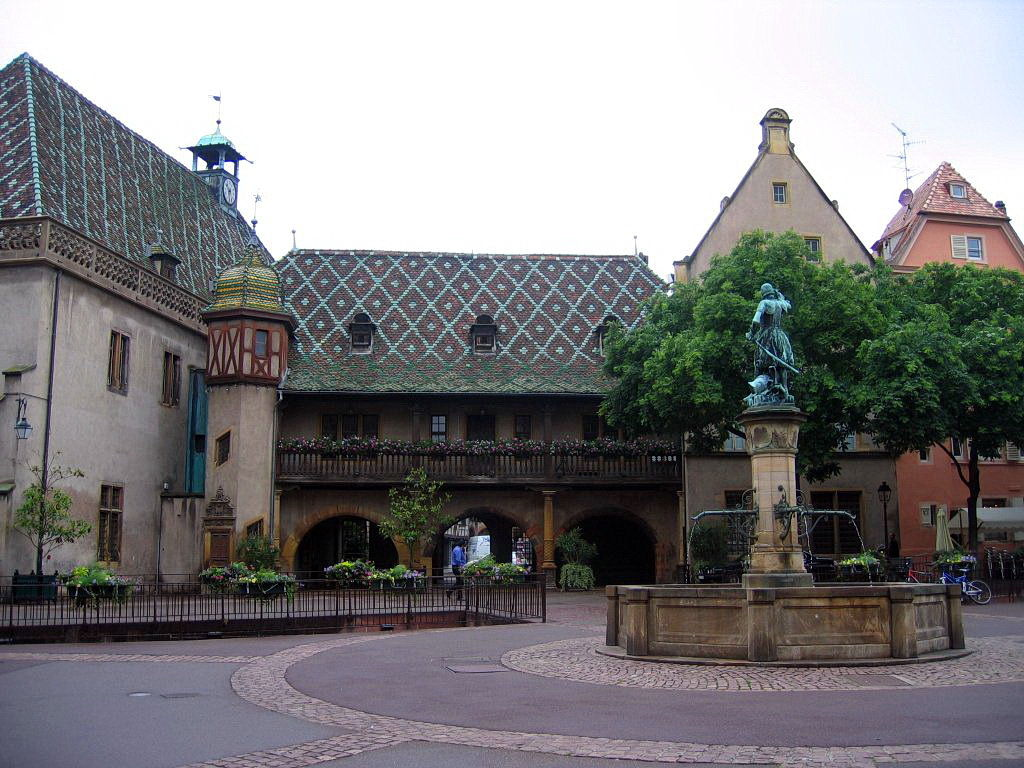
Койфхус або стара Митниця